# Oithona frigida
Oithona frigida är en kräftdjursart som beskrevs av Giesbrecht 1902. Oithona frigida ingår i släktet Oithona och familjen Oithonidae.

## Underarter
Arten delas in i följande underarter:
- O. f. frigida
- O. f. pseudofrigida